# Macael
Macael este o municipalitate și un oraș din provincia Almería, Andaluzia, Spania, cu o populație de 5.857 locuitori.

## Orașe înfrățite
- Esplugues de Llobregat, Spania
- Jarrie, Franța